# Austrohelcon erythrocephalus
Austrohelcon erythrocephalus är en stekelart som beskrevs av Turner 1918. Austrohelcon erythrocephalus ingår i släktet Austrohelcon och familjen bracksteklar. Inga underarter finns listade.